# Georg Schmöhe
Georg Schmöhe (* 16. Februar 1939 in Gummersbach; † 3. Januar 2021 in Mittenwald) war ein deutscher Dirigent.

## Werdegang
Schmöhe studierte bei Dean Dixon, Antonino Votto, Sergiu Celibidache, Franco Ferrara und Boris Blacher.
Er war Kapellmeister an den Opernhäusern in Bern, Essen, Wuppertal, Kiel und Düsseldorf. 1974 wurde er Generalmusikdirektor der Stadt Bielefeld. Als Gastdirigent arbeitete er für zahlreiche führende Orchester. Von 1980 bis 1983 bekleidete er die Position des Chefdirigent des Orquesta Sinfónica Venezuela in Caracas. 1989 bis 1992 band ihn ein Vertrag als musikalischer Oberleiter der Nürnberger Symphoniker, 1992 wurde er als Generalmusikdirektor an das Staatstheater Kassel berufen. Gastdirigate führten ihn unter anderem an die Deutsche Oper Berlin, die Hamburgische Staatsoper, das Opernhaus Leipzig oder die Grand Opéra Paris. Vom 1. September 1997 an leitete Georg Schmöhe das Tiroler Symphonieorchester Innsbruck. Am 2. Juli 2004 dirigierte er seine letzte Opernproduktion in seiner Funktion als Chefdirigent des Tiroler Landestheater Innsbruck im Großen Haus. Von 2007 bis 2013 war Georg Schmöhe Chefdirigent der Münchner Symphoniker.
Beerdigt wurde er im Ruhewald bei Schloss Elmau.